# Icona
Genre
Icona est un genre d'araignées aranéomorphes de la famille des Theridiidae.

## Distribution
Les espèces de ce genre sont endémiques de Nouvelle-Zélande. Elles se rencontrent sur les îles Auckland et Campbell.

## Liste des espèces
Selon World Spider Catalog (version 16.0, 20/04/2015) :
- Icona alba Forster, 1955
- Icona drama Forster, 1964

## Publication originale
- Forster, 1955 : Spiders from the subantarctic islands of New Zealand. Records of the Dominion Museum, vol. 2, no 4, p. 167-203.